# ホールン
ホールン(オランダ語: Hoorn [ˈɦoːr(ə)n] ( 音声ファイル))は、オランダの北ホラント州にある基礎自治体（ヘメーンテ）。アムステルダムの北約35kmの位置にあり、アイセル湖に面している。

## 概要

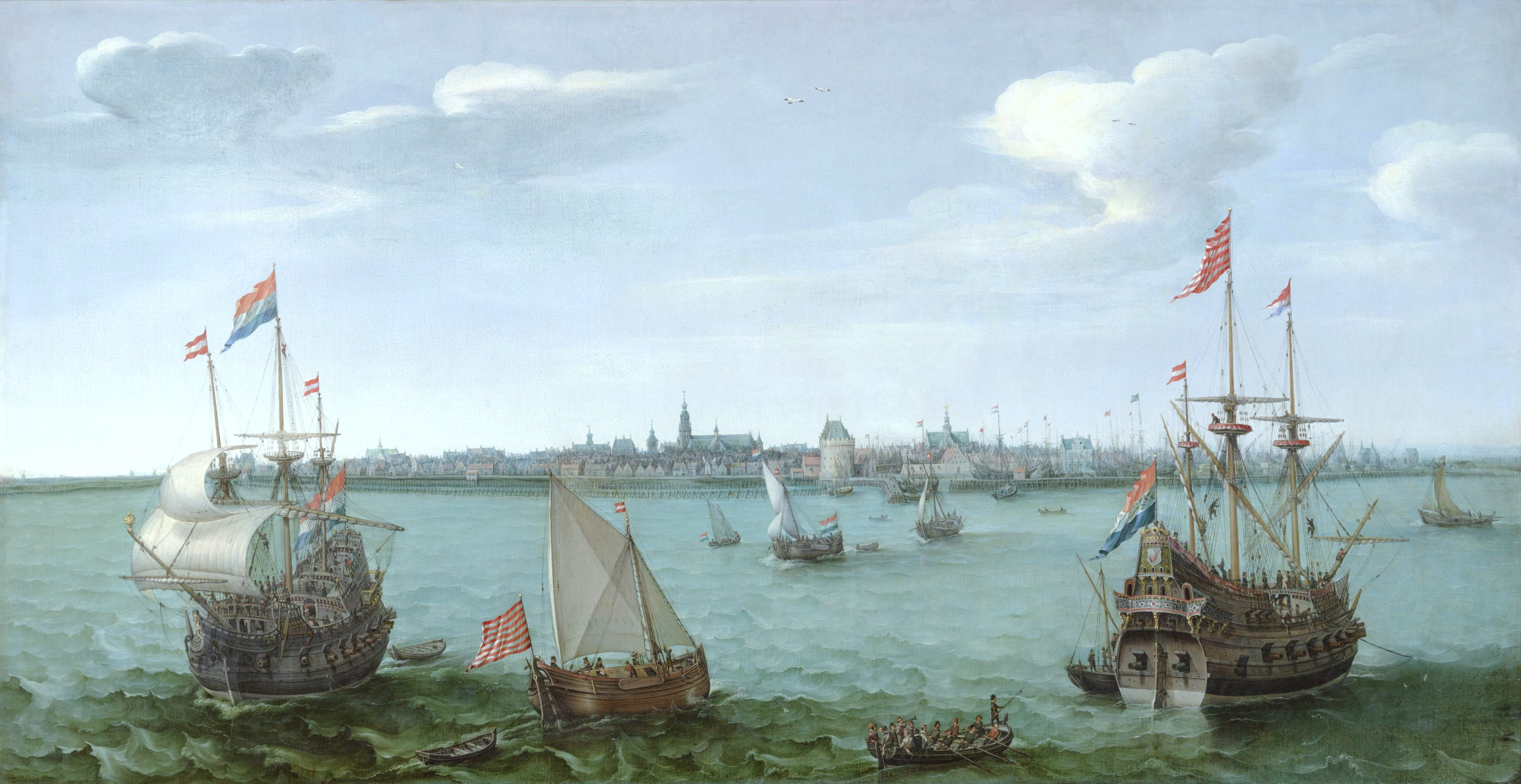
17世紀のホールンの港、(画)ヘンドリック・コルネリスゾーン・フローム

ホールンは716年に町が形作られ、港湾業で発展してきた。1357年には都市権が与えられた。17世紀には、オランダ東インド会社の重要な港湾の一つとなり、アムステルダムやロッテルダムと並び、同社の6つの支社のうちの一つがこの街に置かれた。
1932年にゾイデル海（現在のアイセル湖）が大堤防によって閉鎖され、港湾都市としての使命は終了した。近年は住宅価格が高騰したアムステルダムなどのランドスタット地域からの移住者が多い。

## 地理

### 地区
ホールン基礎自治体には、次の地区がある。
- Hoorn （ホールン）
- Blokker
- Zwaag

## 対外関係

### 姉妹都市･提携都市
- ベールセル（ベルギー王国 フラームス＝ブラバント州）- 1979
- クアラルンプール（マレーシア連邦 連邦直轄領）- 1989
- プシブラム（チェコ共和国 中央ボヘミア州）- 1992

## 交通
オランダ鉄道
- ホールン駅

アルクマール経由、ハールレム行き快速列車 1時間に2本
（アムステルダム中央駅へはアルクマールで乗換。所要時間約1時間）
バス
- Arriva 114系統 アムステルダム中央駅 東バスターミナル行き。所要時間約50分、1時間に2本。

## 観光
- 蒸気機関車保存路線（ホールン－メデムブリク線）